# Richentalova kronika
Richentalova kronika aneb Kronika kostnického koncilu je kronika zachycující průběh kostnického koncilu (1414–1418), který byl největším a nejvýznamnějším shromážděním pozdního středověku.

## Popis
Autorem je Ulrich Richental (cca 1360–1437) a kronika se dochovala v sedmi exemplářích, z nichž jeden tzv. petrohradský je uložen v depozitáři Národní knihovny v Praze. Vznikl ve 2. polovině 15. století a z celé dochované skupiny vyniká svým výtvarným ztvárněním událostí a postav.